# Rio Tocantins (vattendrag)
Rio Tocantins är ett vattendrag i Brasilien.   Det ligger i delstaten Pará, i den centrala delen av landet, 1 500 km nordväst om huvudstaden Brasília.
I omgivningarna runt Rio Tocantins växer i huvudsak städsegrön lövskog. Trakten runt Rio Tocantins är nära nog obefolkad, med mindre än två invånare per kvadratkilometer.